# شاتزا
شاتزا (لهستانی: Shazza؛ زادهٔ ۲۹ مهٔ ۱۹۶۷) با نام اصلی ماگدالنا پانکوفسکا یک موسیقی‌دان، خواننده-ترانه‌پرداز و هنرپیشه اهل لهستان است.
از فیلم‌های او می‌توان به «موفقیت» (۲۰۰۰) اشاره کرد.